# Helictopleurus patricii
Helictopleurus patricii är en skalbaggsart som beskrevs av Renaud Maurice Adrien Paulian 1937. Helictopleurus patricii ingår i släktet Helictopleurus och familjen bladhorningar. Inga underarter finns listade i Catalogue of Life.